# Furcula mongolica
Furcula mongolica är en fjärilsart som beskrevs av Alexander Schintlmeister 1998. Furcula mongolica ingår i släktet Furcula och familjen tandspinnare. Inga underarter finns listade i Catalogue of Life.